# Deutsche Badmintonmeisterschaft 1958
Die Deutsche Badmintonmeisterschaft 1958 fand vom 4. bis zum 6. April 1958 in Hamburg statt.

## Medaillengewinner
| Disziplin    | Gold                                                                                 | Silber                                                              | Bronze                                                                         |
| ------------ | ------------------------------------------------------------------------------------ | ------------------------------------------------------------------- | ------------------------------------------------------------------------------ |
| Herreneinzel | Walter Stuch (1. DBC Bonn)                                                           | Peter Knack (Biebricher BC)                                         | Ralf Caspary (1. DBC Bonn)                                                     |
| Herreneinzel | Walter Stuch (1. DBC Bonn)                                                           | Peter Knack (Biebricher BC)                                         | Günter Ropertz (1. DBC Bonn)                                                   |
| Dameneinzel  | Hannelore Schmidt (STC Blau-Weiß Solingen)                                           | Gisela Ellermann (STC Blau-Weiß Solingen)                           | Luise Schmitz (1. DBC Bonn)                                                    |
| Dameneinzel  | Hannelore Schmidt (STC Blau-Weiß Solingen)                                           | Gisela Ellermann (STC Blau-Weiß Solingen)                           | Ursula Simbeck (1. BSC Bottrop)                                                |
| Herrendoppel | Klaus Dültgen (Merscheider TV) Konrad Hapke (Merscheider TV)                         | Hans Eschweiler (1. DBC Bonn) Günter Ropertz (1. DBC Bonn)          | Heinz Koch (1. DBC Bonn) Kurt Veller (STC Blau-Weiß Solingen)                  |
| Herrendoppel | Klaus Dültgen (Merscheider TV) Konrad Hapke (Merscheider TV)                         | Hans Eschweiler (1. DBC Bonn) Günter Ropertz (1. DBC Bonn)          | Ralf Caspary (1. DBC Bonn) Walter Stuch (1. DBC Bonn)                          |
| Damendoppel  | Gisela Ellermann (STC Blau-Weiß Solingen) Hannelore Schmidt (STC Blau-Weiß Solingen) | Elfriede Becker (Biebricher BC) Liselotte Reinhardt (Biebricher BC) | Christel Psarki (BSC Rehberge 1945) Hella Reichelt (BSC Rehberge 1945)         |
| Damendoppel  | Gisela Ellermann (STC Blau-Weiß Solingen) Hannelore Schmidt (STC Blau-Weiß Solingen) | Elfriede Becker (Biebricher BC) Liselotte Reinhardt (Biebricher BC) | Ingrid Haunert (BC Westfalia Herne) Rothkegel (BC Westfalia Herne)             |
| Mixed        | Heinz Koch (STC Blau-Weiß Solingen) Hannelore Schmidt (STC Blau-Weiß Solingen)       | Manfred Fulle (Biebricher BC) Elfriede Becker (Biebricher BC)       | Kurt Veller (STC Blau-Weiß Solingen) Gisela Ellermann (STC Blau-Weiß Solingen) |
| Mixed        | Heinz Koch (STC Blau-Weiß Solingen) Hannelore Schmidt (STC Blau-Weiß Solingen)       | Manfred Fulle (Biebricher BC) Elfriede Becker (Biebricher BC)       | Hans Eschweiler (1. DBC Bonn) Luise Schmitz (1. DBC Bonn)                      |